# 망누스 비슬란데르
한스 에이나르 망누스 비슬란데르(스웨덴어: Hans Einar Magnus Wislander, 1964년 2월 22일 ~ )는 스웨덴의 은퇴한 핸드볼 선수로 포지션은 센터백이다. 1990년 IHF 올해의 선수로 선정되었으며, 스웨덴 핸드볼 국가대표팀의 일원으로서 올림픽에서 은메달 3개를 획득했다.